# Kautenbach (Luksemburg)
Kautenbach (lb. Kautebaach) – wieś (Uertschaft) w północnym Luksemburgu, w kantonie Wiltz, w gminie Kiischpelt. Do 3 października 2015 miejscowość leżała w dystrykcie Diekirch, a do 31 grudnia 2005 była samodzielną gminą. Liczy 154 mieszkańców (31 grudnia 2022). W pobliżu miejscowości znajduje się zamek Schuttbourg.
Wieś znajduje się na trasie linii kolejowej nr 10 z Luksemburga do Troisvierges. Znajduje się tutaj stacja kolejowa Kautenbach. Rozpoczyna się na niej odgałęzienie linii do Wiltz przez Merkholtz.